# Mumienporträt

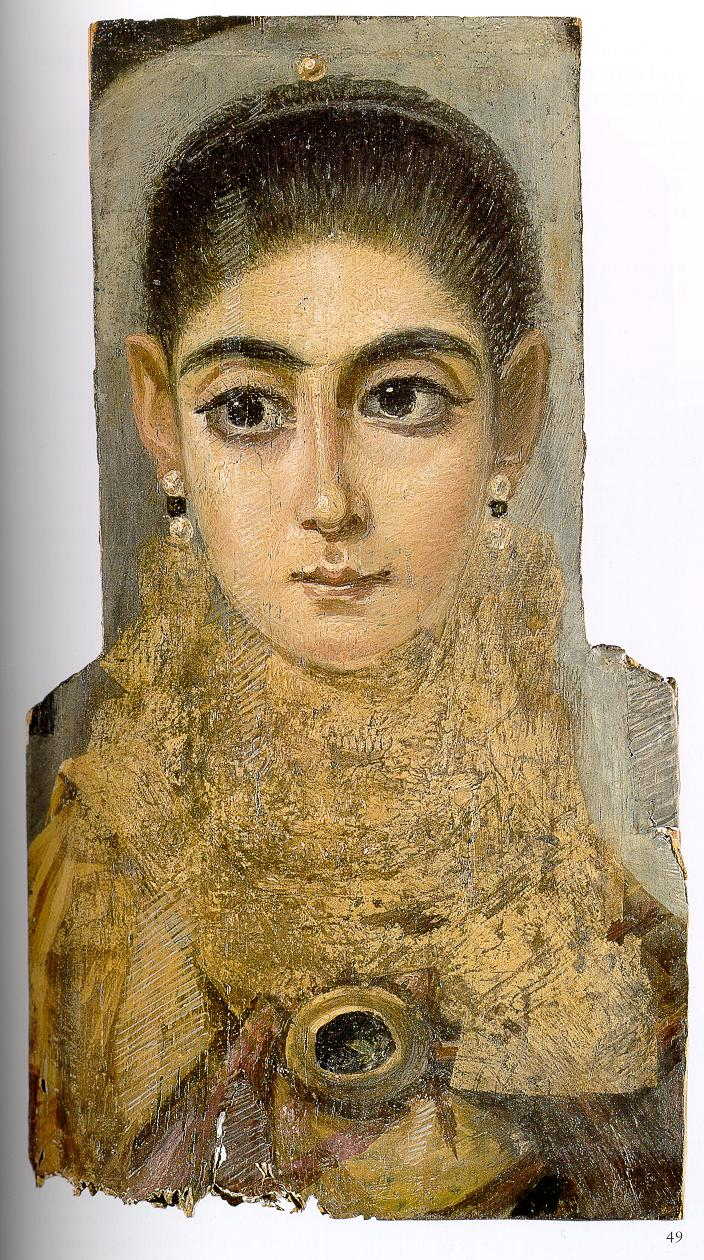
Ägyptisches Mumienporträt aus dem 2. Jahrhundert nach Chr. (Louvre)

Mumienporträt (auch Fayumporträt) ist die moderne Bezeichnung für Porträts, die in Ägypten auf Holztafeln in die Mumienumhüllung eingewickelt oder seltener auf die Umhüllungen von Mumien gemalt wurden.
Mumienporträts wurden in allen Teilen Ägyptens, mit einer besonderen Konzentration im Fayyum-Becken (zum Beispiel Hawara) und in Antinoopolis, gefunden. Sie datieren in die römische Zeit, Römische Provinz Aegyptus, wobei dieser Brauch anscheinend im späten letzten vorchristlichen oder frühen 1. nachchristlichen Jahrhundert begann. Das Ende ihrer Herstellung ist umstritten. Die neuere Forschung tendiert in dieser Frage zur Mitte des 3. Jahrhunderts.
Die Mumienporträts zeigen meist eine Person im Brust- oder Kopfbildnis in Frontalansicht. Der Hintergrund des Bildes ist stets einfarbig gehalten. In ihrer künstlerischen Tradition sind diese Bildwerke eindeutig römischen Ursprungs. Technisch lassen sich zwei Gruppen unterscheiden: Bilder in Enkaustik (Wachsmalerei) und in Tempera, wobei die Ersteren im Schnitt von höherer Qualität sind.

## Forschungsgeschichte

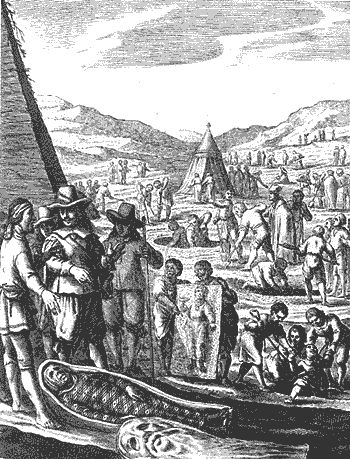
Nicht authentische Darstellung der Mumienfindung durch Pietro Della Valle

Heute sind etwa 900 Mumienporträts bekannt. Der Großteil der Bilder wurde in den Nekropolen des Fayyum gefunden. Vielfach sind die Bilder dank des ägyptischen Klimas noch sehr gut erhalten, selbst die Farben wirken meist noch frisch.
Erstmals wurden Mumienporträts vom italienischen Forschungsreisenden Pietro della Valle 1615 während seines Aufenthaltes in der Oase Sakkara-Memphis entdeckt und beschrieben. Zwei der Mumien brachte er nach Europa mit, heute befinden sie sich in den Staatlichen Kunstsammlungen Dresden. Danach verstärkte sich zwar im Laufe der Zeit das Interesse am alten Ägypten immer mehr, doch drangen neue Mumienporträts erst wieder zu Beginn des 19. Jahrhunderts in das Bewusstsein der Europäer. Es ist heute unklar, woher die ersten dieser Funde stammten, möglicherweise wieder aus Sakkara oder aus Theben. 1827 kamen durch Léon de Laborde zwei angeblich in Memphis gefundene Porträts nach Europa, von denen sich eines heute im Louvre und das andere im British Museum befindet. Schon 1820 erwarb der preußische Freiherr Heinrich Menu von Minutoli mehrere Mumienporträts, doch gingen sie mit anderen ägyptischen Artefakten 1822 beim Untergang der „Gottfried“ auf der Nordsee verloren. Ippolito Rosellini brachte von der Expedition, die Jean-François Champollion 1828/29 in Ägypten durchführte, ein Porträt von einem unbekannten Fundort nach Florenz mit, das den beiden Porträts, die Laborde fand, so sehr ähnelte, dass sie auch aus Memphis stammen müssen. Über den britischen Generalkonsul in Ägypten, Henry Salt, gelangten in den 1820er-Jahren mehrere Bilder nach Paris und London. Einige der auf ihnen dargestellten Personen galten lange Zeit als die Familie des auch aus schriftlichen Quellen bekannten thebanischen Archonten Pollios Soter, was sich jedoch als falsch herausstellte.

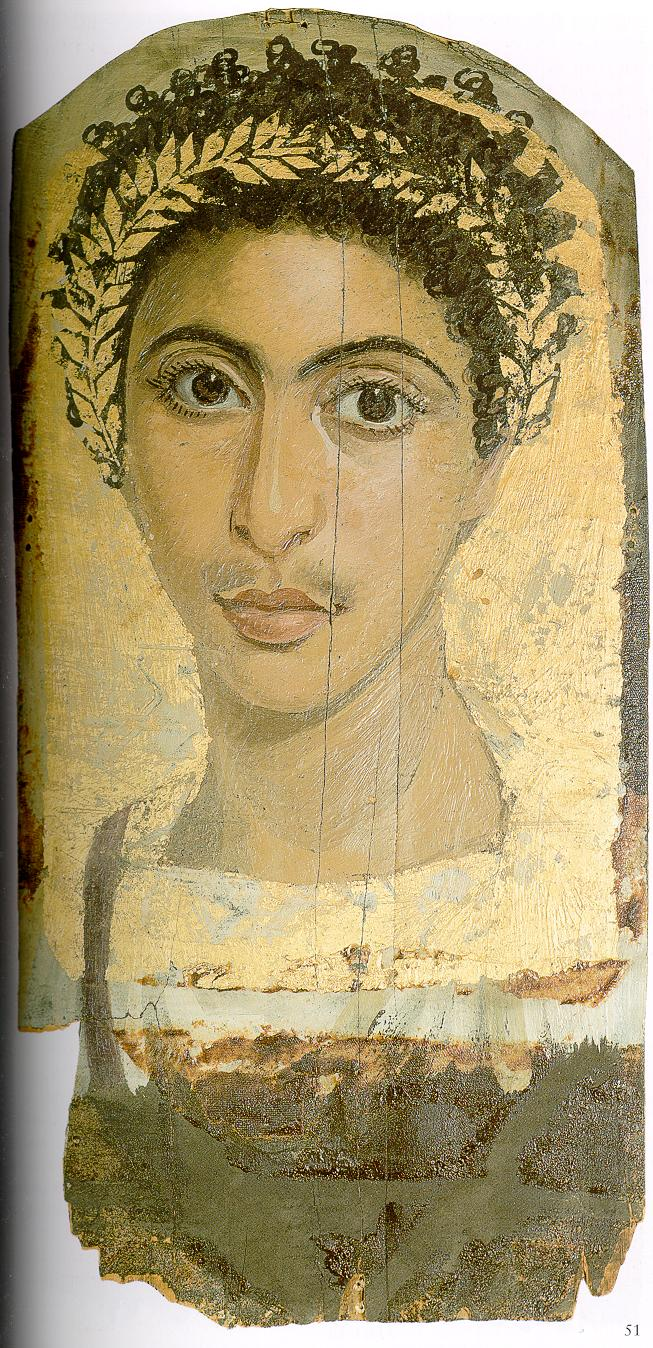
Einziger mit Nachricht belegter Porträtfund Gayets aus Antinoopolis. Im Winter 1905/06 gefunden und 1907 nach Berlin verkauft

In der Folge dauerte es wieder eine längere Zeit, bis erneute Funde von Mumienporträts bekannt wurden. Die erste derartige Nachricht aus dem Jahr 1887 ist zunächst für die Wissenschaft auch von eher fataler Natur. Daniel Marie Fouquet erhielt eine Information über den Fund mehrerer Porträtmumien in einer Grotte. Wenige Tage später machte er sich auf den Weg, um sie sich anzusehen, kam jedoch zu spät, da die Entdecker fast alle Holzbilder in den drei kalten Wüstennächten zuvor verfeuert hatten. Die letzten zwei der rund 50 Porträts erwarb er. Es ist unklar, wo ihr Fundort zu lokalisieren ist; möglicherweise handelte es sich um Philadelphia. Dort fand wenig später der Wiener Kunsthändler Theodor Graf weitere Bilder und versuchte nun, diese Funde möglichst gewinnträchtig zu verwerten. Er gewann den bekannten Leipziger Ägyptologen Georg Ebers für die Publikation seiner Funde. Anhand von Präsentationsmappen warb er für die Stücke in ganz Europa. Obwohl über den Fundkontext nicht viel bekannt war, ging er so weit, die gefundenen Porträts anhand anderer Kunstwerke, vor allem Münzporträts, bekannten ptolemäischen Herrschern und ihren Angehörigen zuzuschreiben. Keine dieser Zuweisungen war wirklich stimmig und schlüssig, doch brachte sie ihm viel Aufmerksamkeit, zumal auch Personen wie Rudolf Virchow diese Deutungen unterstützten. Damit waren Mumienporträts auf einmal in aller Munde. Zu Ende des 19. Jahrhunderts wurden die Bildnisse wegen ihrer ganz eigenen, besonderen Ästhetik zu begehrten Sammelstücken und über den internationalen Kunsthandel weit verbreitet.
Auch die wissenschaftliche Erforschung kam nun voran. Ebenfalls 1887 begann Flinders Petrie mit seinen Grabungen in Hawara, wo er unter anderem eine kaiserzeitliche Nekropole entdeckte, aus der im ersten Jahr 81 Porträtmumien geborgen wurden. Bei einer Ausstellung in London wurden die Porträts zum Publikumsmagneten. Im folgenden Jahr grub er am selben Ort erfolgreich weiter, bekam aber Konkurrenz durch einen deutschen und einen ägyptischen Kunsthändler. Im Winter 1910/11 kehrte Petrie nochmals an den Ort zurück und grub weitere 70 Porträtmumien aus, die sich jedoch in einem recht schlechten Zustand befanden. Die Ausgrabungen von Flinders Petrie stellen bis heute, von wenigen Ausnahmen abgesehen, die einzigen Beispiele von Mumienporträts dar, die bei einer systematischen Ausgrabung gefunden und deren Ergebnisse publiziert wurden. Obwohl diese Publikationen aus heutiger Sicht viele Fragen offen lassen, sind sie doch immer noch die wichtigste Quelle für die Fundumstände der Mumienporträts. Im März 1892 entdeckte der deutsche Archäologe Richard von Kaufmann das sogenannte Grab der Aline, in dem sich einige der heute bekanntesten Mumienporträts fanden. Weitere wichtige Fundplätze wurden Antinoopolis und Achmim. In Antinoopolis gruben französische Archäologen wie Albert Gayet. Wie bei vielen anderen Forschern dieser Zeit ließen seine Methoden stark zu wünschen übrig. So ist seine Grabungsdokumentation mangelhaft, und viele Fundkontexte sind heute nicht mehr erschließbar. Zum anderen befragte er als Anhänger okkulter Wissenschaften Wahrsager nach Informationen über seine Funde.
Heute finden sich Mumienporträts in nahezu allen bedeutenden archäologischen Museen der Welt. Durch die häufig unsachgemäße Bergung sind die Fundumstände nicht mehr oder nur noch unzureichend zu rekonstruieren, was den kulturhistorisch-archäologischen Wert mindert. In der Forschung sind deswegen neben ihrem kulturhistorischen Wert auch die Forschungsergebnisse zum Teil umstritten.

## Materialien und Fertigung

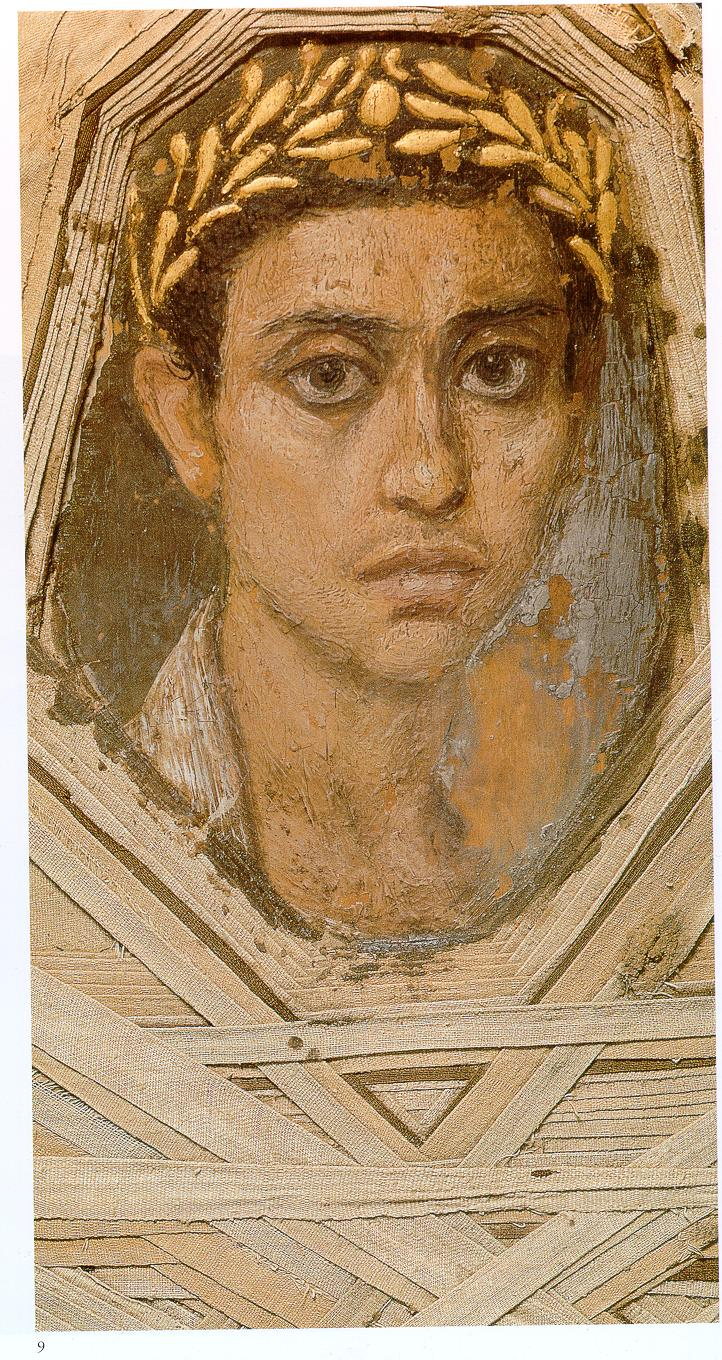
Porträtmumie, 1911 von Flinders Petrie in einer Grabkammer gefunden. Mumienporträt im Originalzustand auf der Mumie

Erhaltene Mumienporträts sind zum überwiegenden Teil auf Holztafeln gemalt worden. Daneben gab es Mumienporträts, die direkt auf die Mumienleinwand oder die Leichentücher aufgebracht wurden. Die Holzplatten wurden aus hochwertigen, in dünne, rechteckige Stücke geschnittenen, importierten Hartholzsorten (Eiche, Linde, Maulbeerfeige, Zeder, Zypresse, Feige, Zitrone) gefertigt und anschließend poliert. Manchmal wurden die Tafeln zusätzlich mit einem Gipsgemisch grundiert. Bei einigen Bildern sind Vorzeichnungen erkennbar. Vereinzelt lässt sich auch eine mehrfache oder beidseitige Verwendung der Hölzer nachweisen. Die Bilder wurden in einem „Bildfenster“ in die Mumienumhüllung eingefasst.
Zwei Maltechniken sind zu unterscheiden, zum einen die Enkaustik, zum anderen die Eitemperatechnik. Es gibt auch Mischformen oder Abweichungen von den gängigen Maltechniken. Die Bilder in Enkaustik-Technik wirken durch ein Nebeneinander von leuchtenden und satten Farben „impressionistisch“, Bilder in Tempera-Form wegen der zarten Abstufung ihrer kreidigen Farbtöne hingegen gedämpfter. Manchmal wurde Blattgold für den Schmuck und die Bekränzungen der Dargestellten verwendet. Akzentuierung und Differenzierung von Licht und Schatten hingen mit der Lokalisierung der Lichtquelle zusammen. Vor allem bei frühen, qualitativ hochwertigen Porträtbeispielen wurde dazu das Kolorit des Hintergrundes eingesetzt.

## Kulturgeschichtlicher Kontext
In ptolemäischer Zeit folgten die Bestattungssitten der Ägypter weitestgehend alten Traditionen. Die Leichen der Oberschicht wurden mumifiziert, sie erhielten einen dekorierten Sarg und über den Kopf der Mumie wurde eine Mumienmaske gelegt. Die in das Land kommenden Griechen folgten ihren eigenen Sitten. Aus Alexandria und anderen Orten gibt es genügend Belege, dass die Leichen nach griechischer Sitte verbrannt wurden. Dies spiegelt ganz allgemein die Situation im hellenistischen Ägypten wider, wo sich die Herrscher vor den Ägyptern als Pharaonen ausgaben, ansonsten aber in einer vollkommen hellenistischen Welt lebten, die nur wenig einheimische Elemente aufnahm. Erst in späterer Zeit ließen sich auch die ptolemäischen Pharaonen, etwa Kleopatra mumifizieren. Die Ägypter integrierten sich dagegen nur langsam in die griechisch-hellenistische Kultur, die seit den Eroberungen Alexanders des Großen nahezu den gesamten östlichen Mittelmeerraum dominierte. Dies änderte sich grundlegend mit dem Ankommen der Römer. Innerhalb weniger Generationen verschwand in der Alltagskultur jeglicher ägyptischer Einfluss. Städte wie Karanis oder Oxyrhynchos sind weitestgehend griechisch-römische Orte. Es bestehen deutliche Anzeichen dafür, dass sich eine Vermischung verschiedener Ethnien innerhalb der Führungsschicht des Reiches manifestiert hatte.

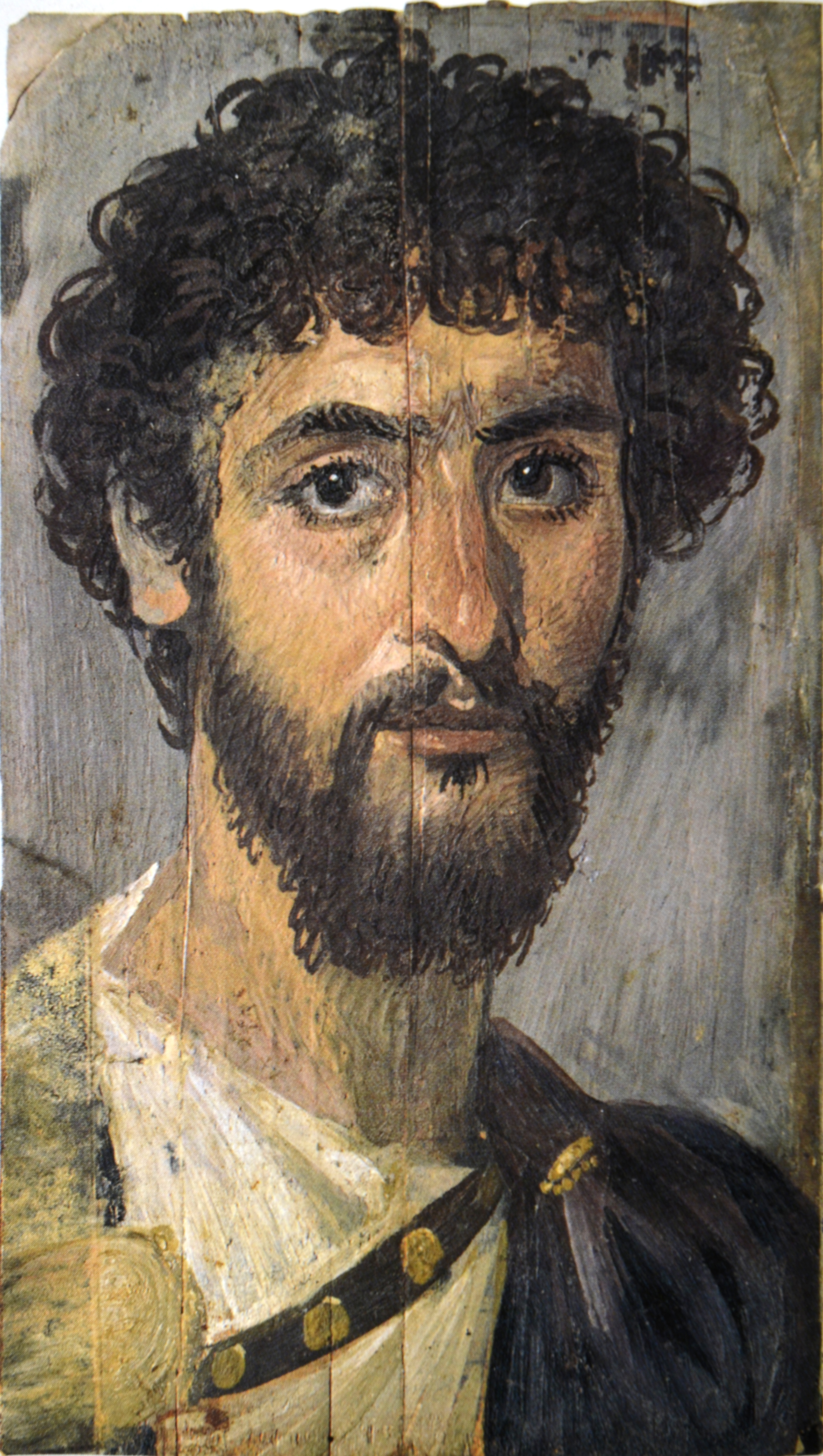
Mann aus dem zweiten Jahrhundert nach Chr.

Nur im Bereich der Religion ist ein Fortleben ägyptischer Formen zu beobachten. Ägyptische Tempel wurden noch im zweiten Jahrhundert errichtet. In der Bestattungskultur mischten sich nun ägyptische mit hellenistischen Elementen. Särge werden immer unbeliebter. Deren Produktion hörte irgendwann im zweiten Jahrhundert vollkommen auf. Die Mumifizierung der Leichen scheint dagegen in weiten Teilen der Bevölkerung praktiziert worden zu sein. Die ägyptischen Mumienmasken wurden im Stil immer mehr griechisch-römisch. Ägyptische Motive wurden immer seltener. In diesem Kontext muss wohl auch die Übernahme römischer Porträtmalerei in den ägyptischen Totenkult gesehen werden. Diese Porträts sind in ihrem Stilempfinden vollkommen römisch. Im römischen Ahnenkult spielten die Bildnisse der Ahnen, gemalt oder dreidimensional, eine bedeutende Rolle. Diese Ahnenbildnisse waren im Atrium der Häuser aufgestellt. Griechische Autoren berichten, dass man in Ägypten die Mumien eine Weile im Haus aufbewahrte. Es kann deshalb vermutet werden, dass sich bei der Sitte von gemalten Mumienbildern Elemente des römischen Ahnenkultes mit ägyptischen Totenglauben mischten. Die aus dem römischen Ahnenkult bekannten Porträts, die in der Mitte des Hauses aufgestellt waren, „wanderten“ also auf die Mumien, die ja auch eine ganze Weile im Haus aufbewahrt worden sind.
Dargestellt wurden in den Bildern Köpfe oder Büsten von Männern, Frauen und Kindern. Sie werden in die Zeit von 30 v. Chr. bis in das 3. Jahrhundert datiert. Die Porträts erscheinen heute als sehr individuell. Lange Zeit wurde deshalb angenommen, dass die Bilder noch zu Lebzeiten der Porträtierten gefertigt wurden und bis zum Tod als „Salonbilder“ im Haushaltes aufbewahrt, präsentiert und nach dem Tod der Umhüllung der Mumie beigegeben wurden. Neuere Forschungen gehen jedoch davon aus, dass die Bilder eher nach dem Tod gemalt wurden. Dagegen spricht möglicherweise die Mehrfachverwendung von Hölzern; bei einigen Stücken wird gar die Veränderung von einzelnen individuellen Porträts vermutet, die nur vor der Bestattung möglich war. Die Individualisierung der Dargestellten besteht auch nur in wenigen Punkten, die in ein vorgegebenes Schema eingefügt wurden. Die Sitte, die Verstorbenen abzubilden, war nicht neu, doch ersetzten die Bilder nun die früheren ägyptischen Totenmasken, die indes nebenher weiterhin Bestand hatten und nicht selten in direkter Nachbarschaft, sogar in denselben Gräbern wie gemalte Porträts gefunden wurden.

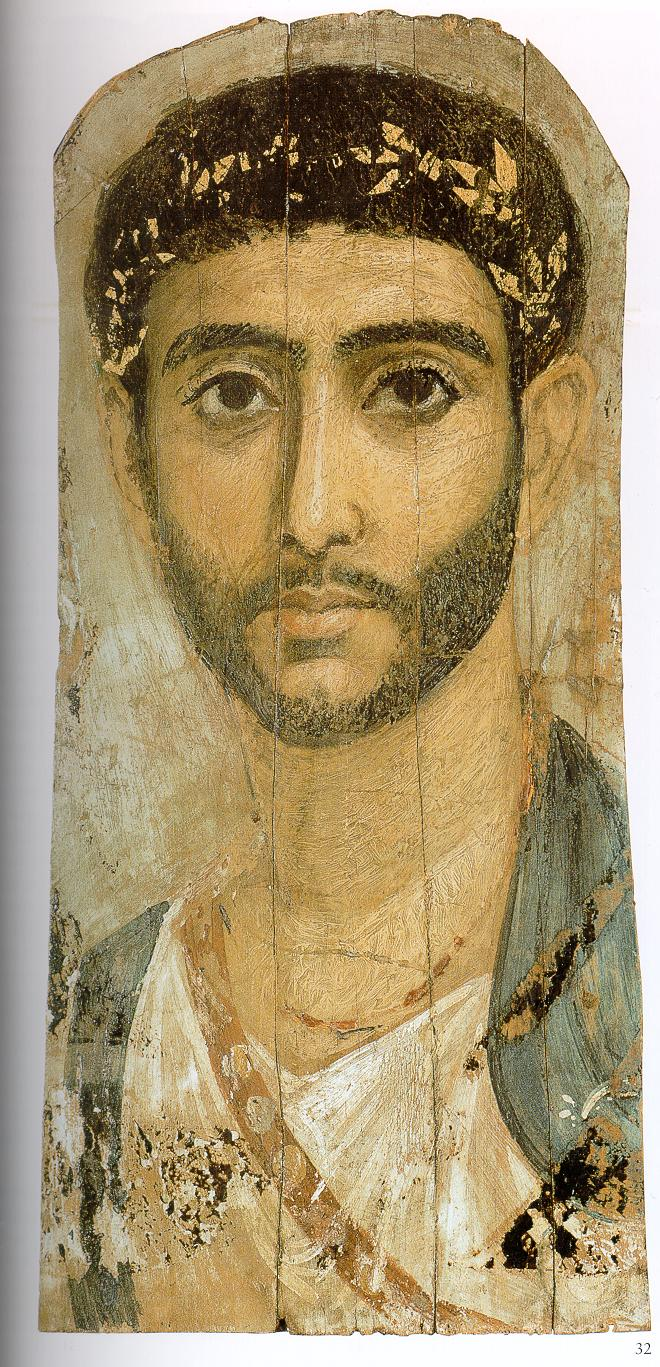
Mann mit Schwertgurt

Die Auftraggeber der Bilder gehörten offenbar der wohlhabenden Oberschicht von Militärs, Beamten und religiösen Würdenträgern an. Nicht alle Personen konnten sich solche Bilder leisten; viele Mumien wurden ohne Bildnis gefunden. Flinders Petrie gibt an, dass bei seinen Ausgrabungen auf 100 Mumien nur ein bis zwei Mumien mit Porträt zutage kamen. Preise für Mumienporträts sind nicht überliefert, es ist jedoch anzunehmen, dass das Material größere Kosten verursacht hat als der eigentliche Arbeitslohn, da die Maler in der Antike als Handwerker und nicht wie heute als Künstler angesehen wurden. Interessant ist auch der Befund im Grab der Aline. Darin fanden sich vier Mumien: die Mumie der Aline, zweier Kinder und die ihres Mannes. Ihr Gemahl war jedoch nicht mit einem Mumienporträt ausgestattet, sondern hatte eine vergoldete, plastische Mumienmaske. Möglicherweise wurden plastische Mumienmasken bevorzugt, wenn es die finanziellen Mittel erlaubten. Es ist unklar, ob die Dargestellten ägyptischer, griechischer oder römischer Herkunft waren oder ob diese Darstellungsform bei allen Ethnien verbreitet war. Inschriftlich sind einige Namen der Porträtierten bekannt; es gibt Namen ägyptischer, makedonischer, griechischer und römischer Herkunft. Frisuren und Kleidung orientierten sich stets an römischer Mode. Frauen und Mädchen wurden häufig mit kostbarem Schmuck und in prächtigen Gewändern dargestellt, Männer oft in speziellen Trachten. Relativ häufig finden sich griechische Inschriften, selten auch Berufsbezeichnungen. Das Porträt der Eirene zeigt als einziges Mumienporträt eine Inschrift in hieratischer Schrift. Unklar ist, ob diese Inschriften immer die Realität widerspiegelten oder nur ein Ideal vorspielten, das nicht den tatsächlichen Lebensumständen entsprach. Eine einzige Inschrift gibt gesichert den Beruf des Dargestellten, eines Reeders, an. Die Mumie einer Frau namens Hermione hatte als Beischrift neben dem Namen auch die Bezeichnung grammatike. Lange wurde deshalb angenommen, Hermione sei eine Lehrerin gewesen, und Flinders Petrie schenkte die vermeintliche Lehrerin dem Girton College in Cambridge, also einer Bildungseinrichtung. Heutzutage geht man indes davon aus, dass mit der Inschrift auf den Bildungsstand der Verstorbenen hingewiesen wurde. Einige dargestellte Männer wurden mit Schwertgurt oder gar mit Schwertknauf gezeigt, womit anzunehmen ist, dass sie dem römischen Militär angehörten.
Der religiöse Sinn der Mumienporträts konnte bislang ebenso wie die dazugehörigen Grabriten nicht ausreichend erschlossen werden. Es gibt jedoch Zeichen dafür, dass sich der Brauch aus genuinen ägyptischen Riten entwickelt hat, die von einer multikulturellen Oberschicht adaptiert wurden. Die Sitte der Mumienporträts war vom Nildelta bis nach Nubien verbreitet, wie sich anhand von Funden nachweisen lässt. Dabei ist auffällig, dass, abgesehen von den Fundplätzen im Fayyum (vor allem in Hawara und Achmim) und in Antinoopolis, andere Bestattungsformen vorherrschend waren. Gleichzeitig haben auf jeden Fall an vielen Fundstellen verschiedene Bestattungsformen nebeneinander existiert. Die Grabtypen waren nicht zuletzt vom Status und den finanziellen Möglichkeiten des Auftraggebers abhängig. Hinzu kommen lokale Traditionen und Bräuche. Gefunden wurden Porträtmumien in Felsgräbern und freistehenden Grabanlagen, aber auch in kleinen Gruben dicht unter der Oberfläche. Auffällig ist, dass fast all diesen Bestattungen Grabbeigaben fehlen, abgesehen von vereinzelten Beigaben in Form von Töpferwaren und Pflanzengebinden.

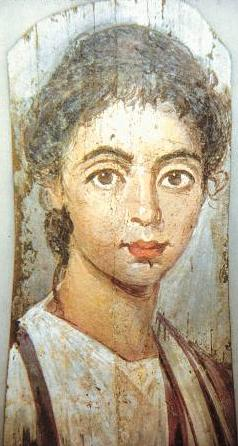
Jungenporträt aus dem frühen dritten Jahrhundert

Lange Zeit wurde angenommen, die spätesten Porträts müssten ans Ende des 4. Jahrhunderts datiert werden; in den letzten Jahren geht man jedoch immer mehr davon aus, dass die letzten Tafelporträts in die Mitte, die letzten bemalten Leichentücher in die zweite Hälfte des 3. Jahrhunderts zu datieren sind. Allgemein ist man der Überzeugung, dass seit dem Beginn des 3. Jahrhunderts die Produktion stark zurückging. Es sind mehrere Gründe für das Ende der Mumienporträts im Gespräch, die jedoch wohl nicht voneinander losgelöst betrachtet werden können, sondern zusammen wirkten: Zum einen befand sich das Römische Reich im 3. Jahrhundert in einer schweren Wirtschaftskrise, die auch auf die finanziellen Möglichkeiten der Oberschicht Einfluss nahm. Zwar gab sie trotzdem weiter viel Geld für Repräsentationszwecke aus, verlegte sich aber mehr und mehr auf öffentliche Auftritte, etwa bei Festen oder Spielen, und nicht mehr so sehr auf die Herstellung von Bildnissen. Andere Bereiche der Sepulkralkultur, wie die Sarkophagproduktion, blieben jedoch weiterhin auf hohem Niveau.
Erkennbar ist jedenfalls eine religiöse Krise, die nur bedingt mit dem Christentum zu tun hatte, wie dies lange angenommen wurde, vor allem da man die letzten Bildnisse in die Zeit des endgültigen Sieges des Christentums datierte. Das Christentum erlaubte auch in späterer Zeit noch ausdrücklich die Mumifizierung, konnte demnach nicht der Grund für das Ende der Porträtmalerei sein. Doch lässt sich eine Vernachlässigung der ägyptischen Tempel im Verlauf der fortschreitenden römischen Kaiserzeit nachweisen. Das Interesse an ägyptischen und antiken Kulten ließ spätestens seit dem 3. Jahrhundert massiv nach. Mit der Constitutio Antoniniana, der Verleihung des römischen Bürgerrechts an alle freien Personen, verschob sich das soziale Gefüge. Zudem wurde den ägyptischen Städten erstmals seit ihrer Zugehörigkeit zum Römischen Reich eine Eigenverwaltung gestattet. Nun veränderte sich die provinziale Oberschicht und ihr Verhältnis zueinander. Wahrscheinlich ist ein Zusammenspiel aller Faktoren, das zu einer Veränderung der Riten und wohl auch der Mode führte. Eine eindeutige Aussage zum Ende der Mumienporträts ist jedoch nach heutigem Wissensstand nicht zu treffen.
Möglich ist, dass sich in den kommenden Jahren durch neue Funde ein anderes Bild der Bestattungsformen zeigen wird. So gibt es Vermutungen, dass sich das Zentrum der Mumienporträtproduktion – und damit auch das Zentrum dieser Bestattungsform – in Alexandria befand. Neuere Funde in Marina el-Alamein lassen diese Vermutung immer realistischer erscheinen. Mumienporträts gelten heute als eines der wenigen Beispiele antiker Kunst, die als Ersatz für nicht erhalten gebliebene „große“ Malerei – und speziell die römische Porträtmalerei – herangezogen werden können und einen Eindruck von der Malerei der griechisch-römischen Antike vermitteln.

## Frisuren, Kleidung und Schmuck

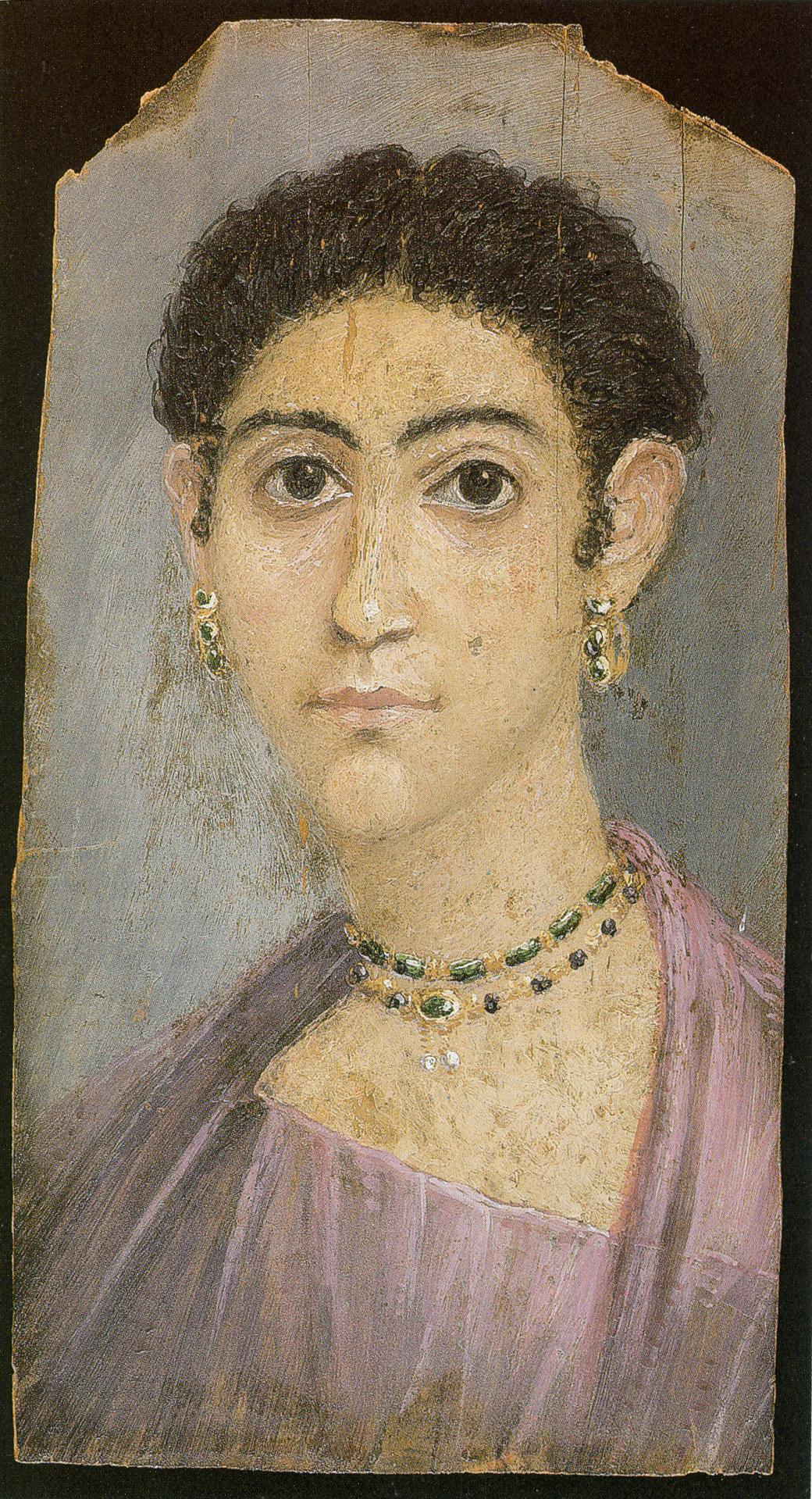
Darstellung einer Frau mit Ringellöckchenfrisur, violettem Chiton, Mantel und s-förmigem Ohrschmuck

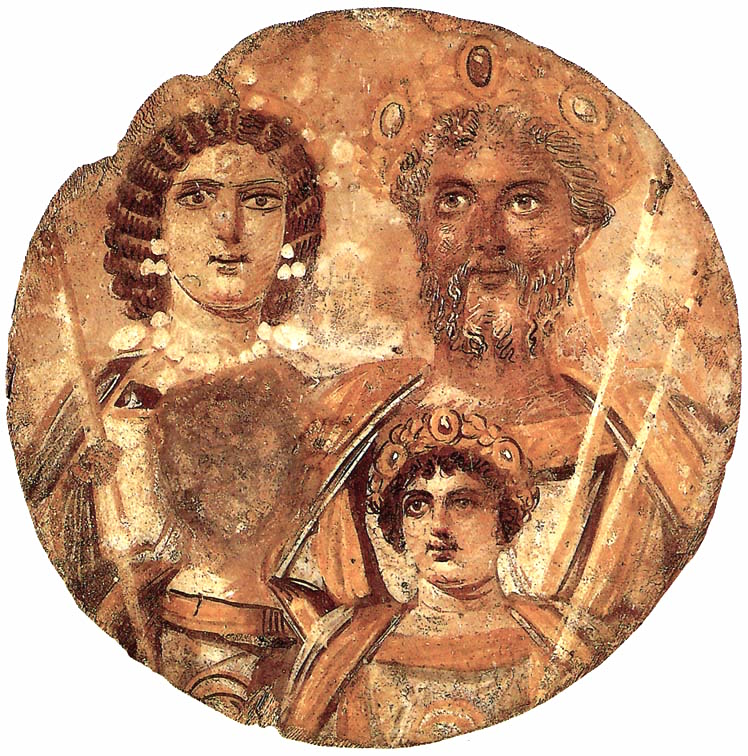
Berlin, Antikensammlung: Tondo mit Bildnissen von Septimius Severus und seiner Familie

Auf Mumienporträts finden sich verschiedene Frisuren. Sie stellen eine der wichtigsten Datierungshilfen dar. Größtenteils werden die Verstorbenen mit Modefrisuren ihrer Zeit dargestellt. Vielfach finden sich Analogien zu Frisuren von Skulpturen. Sie wurden, wenn sie Mitglieder der Kaiserfamilie zeigten, oft im ganzen Reich als Mittel der Propaganda öffentlich sichtbar aufgestellt. Somit verbreiteten sich auch Moden, die nicht selten von Mitgliedern des Kaiserhauses angestoßen wurden. Dennoch scheint es, dass sich Moden in den Provinzen, wie man es anhand der Mumienporträts sehen kann, oftmals länger hielten als beispielsweise am Kaiserhof, zumindest existierten mehrere Möglichkeiten nebeneinander. Naturgemäß ist es einfacher, modische Strömungen bei weiblichen Frisuren zu beobachten. Männer trugen im Allgemeinen eine Kurzhaarfrisur. Bei den Frauen lässt sich eine grobe chronologische Abfolge verfolgen: von einfachen Mittelscheitelfrisuren in tiberischer Zeit über ausgeprägtere Formen von Ringellöckchenfrisuren, Zopfnesterfrisuren und Lockentoupets über der Stirn im späten 1. Jahrhundert, kleinere ovale Zopfnester in frühantoninischer Zeit, schlichte Mittelscheitelfrisuren mit Nackenknoten in der zweiten Hälfte des 2. Jahrhunderts, perückenartig-bauschige sowie glatte, strenge Frisuren in severianischer Zeit bis hin zu Zopfschlaufen auf dem Scheitel, die in der Spätphase der Mumienporträts in Mode waren und nur noch auf wenigen Leichentüchern gefunden wurden. Es scheint, als seien in Ägypten vor allem Lockenfrisuren sehr beliebt gewesen.

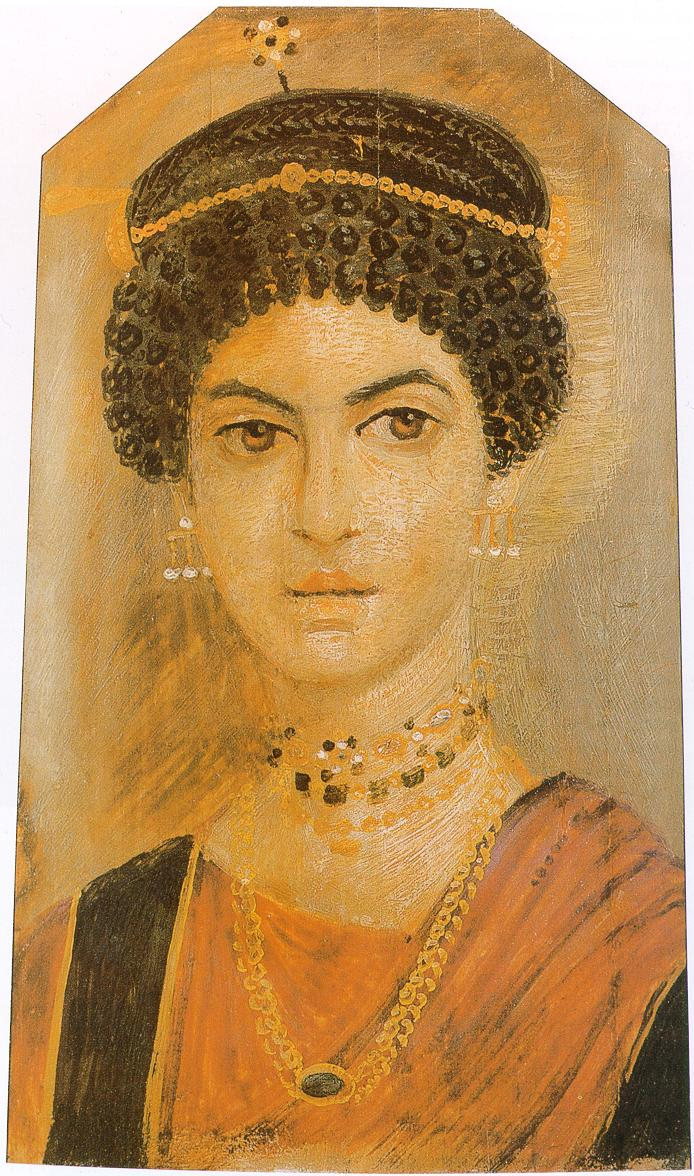
Darstellung einer Frau mit Ringellöckchenfrisur, orangenfarbenem Chiton mit schwarzem Zierstreifen und Stäbchenohrschmuck

Wie die Frisuren entspricht auch die Kleidung den allgemein gängigen Moden im Römischen Reich, wie sie auch von Statuen und Büsten bekannt sind. Sowohl Männer als auch Frauen tragen in der Regel einen dünnen Chiton als Untergewand. Darüber wird meist von beiden Geschlechtern ein Mantel getragen, der über die Schultern gelegt oder um den Oberkörper geschlungen ist. Bei Männern sind beide Kleidungsstücke fast ausnahmslos in Weiß gehalten, Frauen tragen hingegen häufig Rot- und Rosatöne, aber auch Gelb, Grün, Weiß, Blau und Violett. Die Chitone haben stets einen Zierstreifen (Clavus) in Hellrot oder Hellgrün, manchmal auch in Gold, meist jedoch in dunklen Farbtönen. Auf Leichentüchern aus Antinoopolis finden sich Gewänder mit langen Ärmeln und sehr breiten Clavi. Bislang konnte nicht einmal eine eindeutig dargestellte Toga, immerhin Zeichen des römischen Bürgers, gefunden werden. Vielmehr lassen sich griechische Mäntel und Togen auf Darstellungen im ersten Jahrhundert und in der ersten Hälfte des 2. Jahrhunderts durch die ähnliche Drapierung nicht unterscheiden. Da auch auf den ganzfigurigen Leichentüchern nie eine Toga dargestellt wurde, ist anzunehmen, dass sie nicht zum Bildprogramm gehörte. Im späten 2. Jahrhundert ändert sich die Drapierungsweise. Nun entwickelt sich die Darstellung der Bekleidung zu dem vor allem für das dritte Jahrhundert typischen Togagewand. Dies waren jedoch keine echten Togen.
Schmuck findet sich, von wenigen Ausnahmen abgesehen, nur bei Frauen. Auch er entspricht den gängigen Schmucktypen des griechisch-römischen Ostens. Vor allem bei Bildern aus Antinoopolis finden sich einfache Goldgliederketten und massive Goldreife. Daneben gibt es Darstellungen von Edel- und Halbedelsteinen wie Smaragden, Karneolen, Granat, Achat oder Amethysten, seltener von Perlen. Meist wurden die Steine zu zylindrischen oder runden Perlen geschliffen. Manchmal finden sich prächtige Colliers, die die Edelsteine in Gold gefasst zeigen.
Beim Ohrschmuck gibt es drei Grundformen: Zum Ersten gibt es vor allem im 1. Jahrhundert verbreitet runde oder tropfenförmige Anhänger, die (wenn man reale archäologische Funde zu Rate zieht) wohl kugelig oder halbkugelig waren. In späterer Zeit wechselte der Geschmack zu S-förmig gebogenen Haken aus Golddraht, auf denen bis zu fünf Perlen aus verschiedenen Materialien und in verschiedenen Farben aufgezogen waren. Die dritte Form sind aufwendigere Gehänge, bei denen an einer waagerechten Haste meist zwei oder drei, manchmal sogar vier senkrechte Stäbchen hängen, die zumeist am unteren Ende mit einer weißen Perle verziert sind. Oft finden sich goldene, mit Perlen verzierte Haarnadeln, zierliche Diademe oder, vor allem in Antinoopolis, goldene Haarnetze. Daneben werden auf vielen Bildern Amulette und Anhänger dargestellt, die höchstwahrscheinlich magische Funktion hatten.

## Kunstgeschichtliche Bedeutung
Die Mumienporträts sind kunstgeschichtlich von besonderer Bedeutung. Aus antiken Quellen ist bekannt, dass die Tafelmalerei (als Gattung im Unterschied zur Wandmalerei), also das gemalte Bild auf Holz oder einem anderen beweglichen Malgrund, einen hohen Stellenwert einnahm. Von dieser Tafelmalerei sind jedoch nur sehr wenige Werke erhalten, etwa der Septimius-Severus-Tondo, ein gerahmtes Porträt aus Hawara oder das Bild eines Mannes flankiert von zwei Gottheiten.
Die Mumienporträts zeigen mit ihrer Konzentrierung auf das Wesentliche und Frontalität der Darstellung Elemente der Ikonenmalerei. Hier ist gelegentlich eine direkte Verbindung gezogen worden. Sie stellen nur einen sehr kleinen Prozentsatz der einst vorhandenen antiken Porträtmalerei dar. In ihrer Gesamtheit hatten sie vermutlich in der byzantinischen Zeit Einfluss auf die Ikonenmalerei.